# Aleksey Vakhonin
Aleksey Ivanovich Vakhonin (russe : Алексей Иванович Вахонин), né le 10 mars 1935 à Gavrilovka (ru) et mort le 1er septembre 1993 à Chakhty, est un haltérophile soviétique.

## Carrière
Aleksey Vakhonin remporte la médaille d'or des Jeux olympiques d'été de 1964 à Tokyo dans la catégorie des moins de 56 kg.
Aux Championnats du monde d'haltérophilie, il remporte trois médailles d'or en moins de 56 kg (en 1963, 1964 et 1965). Aux Championnats d'Europe d'haltérophilie, il remporte trois médailles d'or en moins de 56 kg (en 1963, 1965 et 1966) ainsi qu'une médaille de bronze en 1968.